# Телеоцерасы
Телеоцерасы (лат. Teleoceras, от др.-греч. τέλεος κέρας «совершенный рог») — вымерший род носорогов. Жили в Северной Америке с миоцена по ранний плиоцен. Находки известны из США.
С очень короткими ногами и бочкообразной грудной клеткой, по телосложению телеоцерасы более походили на современных гиппопотамов, чем на современных носорогов, и вероятно, как и гиппопотамы, вели полуводный образ жизни. Имели один небольшой рог. Вес достигал 1,8 тонн.
Особенно много скелетов телеоцерасов, в основном почти полных, находят в отложениях Эшфолл, Небраска, где эти останки встречаются наиболее часто по сравнению с останками других позвоночных.

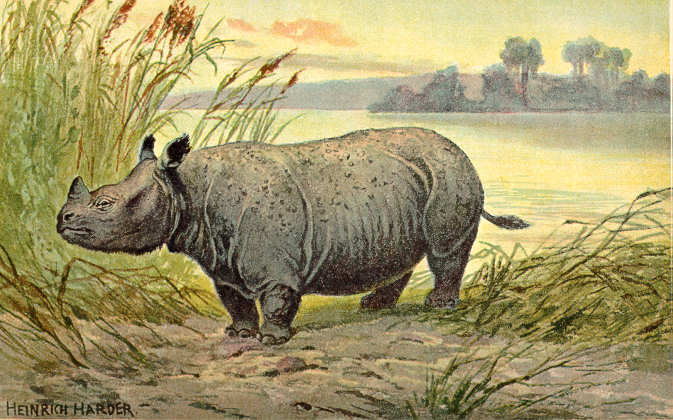

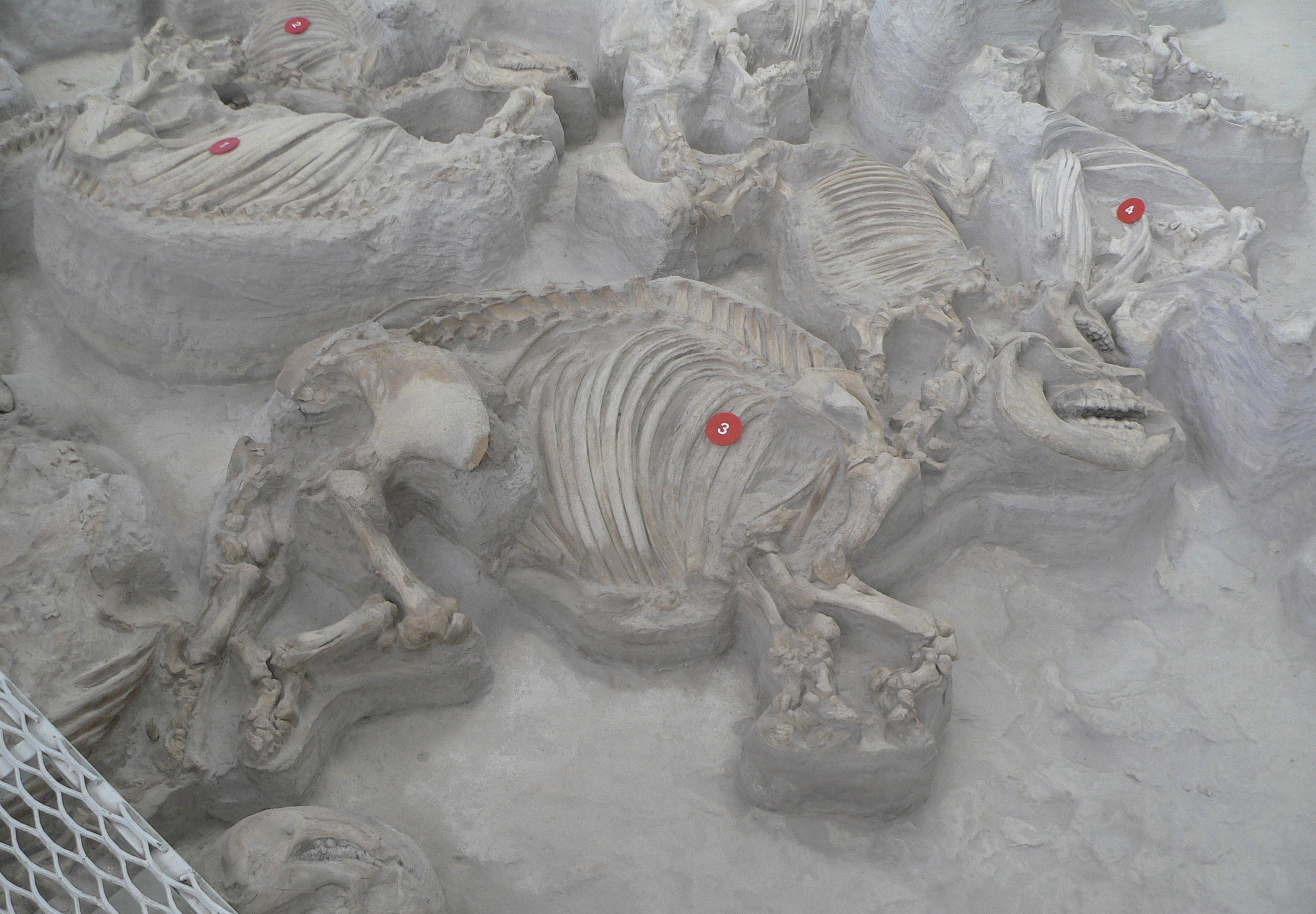